# أكرم الأشقر
أكرم هاني أحمد الأشقر (17 سبتمبر 1982 – ) مخرج ومنتج سينمائي فلسطيني، وُلد في مدينة طولكرم الفلسطينية، وهو منتج مجموعة من الأفلام العالمية أبرزها فيلم الصورة الأولى، وحاصل على عدد من الجوائز الدولية.

## نشأته وتحصيله العلمي
وُلِدَ أكرم هاني أحمد الأشقر في مدينة طولكرم في الضفة الغربية بتاريخ 17 سبتمبر 1982، تلقى تعليمه الابتدائي والإعدادي والثانوي في مدارس مدينته طولكرم، وحصل عام 2006 على درجة البكالوريوس في تكنولوجيا المعلومات الحاسوبية (CIT)، وعلى درجة الماجستير في الفنون السينمائية عام 2010 من معهد البحر الأحمر للفنون السينمائية في الأردن.

## حياته العملية
- مدرب كمبيوتر وصوتيات مرئية في جامعة فلسطين التقنية (خضوري) بمدينة طولكرم، (2006 - 2008).[3]
- مشرف تدريب في المعهد العربي للسينما، 2007.[3]
- أحد الفنانين الممثلين مع التركيز، لندن، 2007.[3]
- مدرب إنتاج مشروع تطوير فرق الابتكار في مشروع الجامعات الفلسطينية، جامعة بيرزيت، 2008.[3]
- عمل في وكالة أنباء معًا الإخبارية.[3]
- عمل في تلفزيون وطن.[3]
- عمل مع عدد من المؤسسات المحلية الرسمية وغير الرسمية، منها: لجنة الانتخابات المركزية الفلسطينية، ومركز معًا للتنمية.[3]
- عمل مع عدد من المنظمات الدولية مثل الاتحاد الأوروبي في فلسطين، ومنظمة المعونة الأمريكية للاجئين في الشرق الأدنى (ANERA).[3]
- عضو منتخب في المؤتمر الفلسطيني الأول للإعلام الاجتماعي، 2011.[3]
- أستاذ مساعد للسينما والتليفزيون والإعلام الجديد في معهد الإعلام الحديث بجامعة القدس، 2010 - 2015.[3]
- مسؤول مشروع فيلم لتطوير «الدولة الافتراضية»، معاهد جوته الفرنسية، 2013.[3]
- القائم بأعمال رئيس قسم الإعلام والتليفزيون في جامعة القدس، 2014.[3]
- مدير مشروع تعليم صناعة الأفلام لمراكز أفلام الأطفال والشباب، الهيئة الملكية الأردنية للأفلام، منذ 2015.[3]
- محاضر للسينما والتلفزيون والإعلام في جامعة فلسطين التقنية (خضوري) بمدينة طولكرم منذ 2018.[3]

## أفلامه
أخرج وأنتج مجموعة من الأفلام العالمية، أهمها:
- فيلم الأحمر والميت والمتوسط (Red, Dead & Med)، عام 2006.[4]
- مشروع مجموعة صيف فلسطين (Palestine, Summer)، عام 2006.[5]
- فيلم حرب الورق (Paper War)، عام 2007.[6]
- فيلم الصورة الأولى (First Picture)، عام 2007، وتجري أحداث الفيلم في مدينة طولكرم،[7] وكان العرض العالمي للفيلم في مهرجان كوبنهاجن الدولي للأفلام الوثائقية.[8]
- فيلم خمسة أولاد وعجلة (Five Boys and A Wheel)، عام 2016، وكان العرض العالمي الأول للفيلم في مهرجان دبي السينمائي الدولي، وحصل الفيلم على عدة جوائز عالمية.[9]

## عروض ومشاركات دولية
- العرض العالمي الأول لفيلم خمسة أولاد وعجلة في مهرجان دبي السينمائي الدولي.
- العرض العالمي لفيلم الصورة الأولى في مهرجان كوبنهاجن الدولي للأفلام الوثائقية بتاريخ 15 نوفمبر 2007.[8]
- عرض مشروع صيف فلسطين عام 2006 في عدد من دول العالم، منها مهرجان شيكاغو السينمائي الدولي، ومهرجان الفيلم في لندن.[10]
- ترشح فيلم خمسة أولاد وعجلة لمسابقة المهر القصير(Muhr Short Competition) عام 2016.[3]
- ترشح فيلم الصورة الأولى في مهرجان الجزيرة الدولي للأفلام الوثائقية عام 2007.[3]
- عرض فيلم خمسة أولاد وعجلة لأول مرة في أميركا الشمالية من خلال مهرجان بورتلاند السينمائي الدولي.[11]
- عرض فيلم خمسة أولاد وعجلة لأول مرة في أوروبا من خلال مهرجان الشرق الأوسط في إيطاليا.[12]
- عرض فيلم خمسة أولاد وعجلة في عدد من دول العالم منها السودان.[13]
- عرض فيلم الصورة الأولى في عدد من دول العالم منها الأردن، والدنمارك، ونيويورك في الولايات المتحدة الأمريكية.[14]
- عرض فيلم خمسة أولاد وعجلة في مهرجان موف السينمائي الدولي في بلجيكا.[15]
- عرض فيلم خمسة أولاد وعجلة في مهرجان بوسطن السينمائي بالولايات المتحدة الأمريكية.[16]
- عرض فيلم خمسة أولاد وعجلة في مهرجان الأفلام العربية في أستراليا، حيث شملت فعاليات المهرجان مجموعة من المدن الأسترالية أبرزها سيدني، ومالبورن، وكانبيرا، وبيرث.[17]

## جوائز دولية
حاصل على عدد من الجوائز العالمية، أبرزها:
- جائزة أفضل تصوير ثابت، عام 2004، ليبيا.[3]
- جائزة السعفة الفضية، عام 2017، مهرجان المكسيك السينمائي الدولي في المكسيك، عن فيلم خمسة أولاد وعجلة.[18]
- جائزة الوهر الذهبي، عام 2017، مهرجان وهران الدولي للفيلم العربي في الجزائر، عن فيلم خمسة أولاد وعجلة.[18]
- جائزة الخنجر الذهبي، عام 2018، مهرجان مسقط السينمائي الدولي في سلطنة عمان، عن فيلم خمسة أولاد وعجلة.[19]

## وصلات خارجية
- أكرم الأشقر على موقع IMDb (الإنجليزية)
- أكرم الأشقر على موقع قاعدة بيانات الأفلام العربية